# Трајан Вуја (Тимиш)
Трајан Вуја (рум. Traian Vuia) насеље је у Румунији у округу Тимиш у општини Трајан Вуја. Oпштина се налази на надморској висини од 146 m.

## Прошлост
По "Румунској енциклопедији" место "Бујору" помиње се 1364. године. Помиње се 1446. године предија Божуру. Године 1453. краљ Владислав је село поклонио Јанку Хуњадију. Насеље је премештено 1823. године на локацију безбедну од поплаве. Име "Трајан Вуја" село је понело 1964. године.
Средином 18. века у селу Божуру било је 80 кућа. Аустријски царски ревизор Ерлер је 1774. године констатовао да место "Божур" припада Сарачком округу, Лугожког дистрикта. Село има поштанску станицу а становништво је било претежно влашко. Када је 1797. године пописан православни клир ту у Божуру је био један свештеник. Парох поп Петар Живановић (рукоп. 1792) није знао српски језик; служио се искључиво румунским. То је један у низу доказа о интензивној румунизацији у источном Банату, током 18. века. Свештеник са српским именом и презименом, који службује у селу са српским називом - прво је заборавио свој матерњи језик. Касније нестаће и његових изворних генералија, а и само место Божур ће бити избрисано - добити сада типичан румунски назив "Трајан Вуја".
Године 1846. место "Божур" је мало село са 469 становника. Православно парохијско звање и црквене матрикуле воде се од 1779. године. Парох је поп Јован Барбулеску којем помаже капелан Никола Барбулеску. У народној основној школи у Божуру 1846/1847. године има 20 ђака, којима предаје Јосиф Петровић учитељ.
Пошта у Божуру радила је 1864. године.

## Становништво
Према подацима из 2002. године у насељу је живело 2241 становника.

### Попис2002.
| Расподела становништва по националности 2002.‍ | Расподела становништва по националности 2002.‍ | Расподела становништва по националности 2002.‍ | Расподела становништва по националности 2002.‍ | Расподела становништва по националности 2002.‍ |
| --------------------------------------------- | --------------------------------------------- | --------------------------------------------- | --------------------------------------------- | --------------------------------------------- |
|                                               |                                               |                                               |                                               |                                               |
| Румуни                                        | Румуни                                        |                                               | 2.015                                         | 89,9%                                         |
| Мађари                                        | Мађари                                        |                                               | 52                                            | 2,3%                                          |
| Роми                                          | Роми                                          |                                               | 118                                           | 5,3%                                          |
| Украјинци                                     | Украјинци                                     |                                               | 51                                            | 2,3%                                          |
| Немци                                         | Немци                                         |                                               | 5                                             | 0,2%                                          |

### Хронологија
| Година       | 1992 | 1993 | 1994 | 1995 | 1996 | 1997 | 1998 | 1999 | 2000 | 2001 | 2002 | 2003 | 2004 | 2005 | 2006 | 2007 | 2008 | 2009 | 2010 | 2011 | 2012 | 2013 | 2014 | 2015 | 2016 | 2017 |
| ------------ | ---- | ---- | ---- | ---- | ---- | ---- | ---- | ---- | ---- | ---- | ---- | ---- | ---- | ---- | ---- | ---- | ---- | ---- | ---- | ---- | ---- | ---- | ---- | ---- | ---- | ---- |
| Становништво | 2399 | 2372 | 2347 | 2317 | 2250 | 2221 | 2227 | 2225 | 2229 | 2227 | 2219 | 2213 | 2206 | 2207 | 2200 | 2240 | 2245 | 2217 | 2205 | 2157 | 2162 | 2165 | 2173 | 2171 | 2159 | 2185 |